# Championnat d'Europe féminin de rugby à XV
Pour les articles homonymes, voir Championnats d'Europe et Trophée européen.
Ne doit pas être confondu avec Championnat d'Europe de rugby à XV.
Le championnat d'Europe féminin de rugby à XV (Rugby Europe Women's Championship) est une compétition internationale féminine de rugby à XV disputée entre les équipes nationales féminines qui sont membres de Rugby Europe.

## Histoire
À l'origine, un tournoi à quatre équipes se tient en 1988 et constitue la première compétition internationale féminine dénommée Women's European Cup. Mais ce tournoi n'est pas officiel et la première compétition protocolaire appelée FIRA Women's European Championship est organisée par la FIRA en 1995. La compétition rencontre un tel succès que des nouvelles équipes ont vu le jour telles que la Roumanie, la Finlande ou la Serbie. La FIRA a créé en 2000 deux groupes appelés Poule A et Poule B, les nations majeures étant regroupées dans la Poule A. Cette compétition se déroulera jusqu'en 2012 avant la création officielle de Rugby Europe Women's Trophy.
Le vainqueur du tournoi organisé entre les Coupes du monde (tous les quatre ans) est désigné vainqueur du Championnat européen FIRA. Cela peut entraîner une certaine confusion, notamment parce que la structure du tournoi organisé tous les quatre ans est identique à l'événement annuel. Pour faciliter leur identification, les compétitions organisées entre les Coupe du monde sont mis en évidence.
Ces dernières années, l'Angleterre et la France ont tendance à ne pas envoyer leurs équipes nationales, mais plutôt leurs équipes A.

## Palmarès
| Édition             | Organisateur                                       | Vainqueur                                          | Score                                              | Finaliste                                          | Lieu                                               |
| ------------------- | -------------------------------------------------- | -------------------------------------------------- | -------------------------------------------------- | -------------------------------------------------- | -------------------------------------------------- |
| 1988 (non officiel) | France                                             | France (1)                                         | 19 - 6                                             | Grande-Bretagne                                    | 23 mai à Bourg-en-Bresse                           |
| 1995                | Italie                                             | Espagne (1)                                        | 22 - 6                                             | France                                             | 16 avril à Trévise                                 |
| 1996                | Espagne                                            | France (2)                                         | 15 - 10                                            | Espagne                                            | 14 avril à Madrid                                  |
| 1997                | France                                             | Angleterre (1)                                     | 24 - 8                                             | Écosse                                             | 6 avril à Nice                                     |
| 1998                | Pas de tournoi en raison de la Coupe du monde 1998 | Pas de tournoi en raison de la Coupe du monde 1998 | Pas de tournoi en raison de la Coupe du monde 1998 | Pas de tournoi en raison de la Coupe du monde 1998 | Pas de tournoi en raison de la Coupe du monde 1998 |
| 1999                | Italie                                             | France (3)                                         | 13 - 5                                             | Espagne                                            | 24 avril à Belluno                                 |
| 2000                | Espagne                                            | France (4)                                         | 31 - 0                                             | Espagne                                            | 15 mai à Almeria                                   |
| 2001                | France                                             | Écosse (1)                                         | 15 - 3                                             | Espagne                                            | 12 mai à Lille                                     |
| 2002                | Italie                                             | Italie (1)                                         | 35 - 24                                            | Suède                                              | 23 mars à Trévise                                  |
| 2003                | Suède                                              | Espagne (2)                                        | 16 - 10                                            | France                                             | 3 mai à Malmö                                      |
| 2004                | France                                             | France (5)                                         | 8 - 6                                              | Angleterre                                         | 8 mai au Stade des Minimes à Toulouse              |
| 2005                | Allemagne                                          | Italie (2)                                         | 22 - 3                                             | Pays-Bas                                           | 9 avril à Hambourg                                 |
| 2006                | Italie                                             | Italie (3)                                         | 28 - 7                                             | Pays-Bas                                           | 30 avril à San Donà di Piave                       |
| 2007                | Espagne                                            | Angleterre (2)                                     | 27 - 17                                            | France                                             | 5 mai à Madrid                                     |
| 2008                | Pays-Bas                                           | Angleterre (3)                                     | 12 - 6                                             | Pays de Galles                                     | 23 mai à Amsterdam                                 |
| 2009                | Suède                                              | Suède (1)                                          | Égalité                                            | Écosse                                             | pas de finale                                      |
| 2010                | France                                             | Espagne (3)                                        | 31 - 13                                            | Italie                                             | 15 mai au Stade de la Meinau à Strasbourg          |
| 2011                | Espagne                                            | Angleterre A (4)                                   | 7 - 5                                              | Espagne                                            | 7 mai à La Corogne                                 |
| 2012 (en)           | Italie                                             | Angleterre (5)                                     | 29 - 25                                            | France                                             | 19 mai à Rovereto                                  |
| 2013 (en)           | Espagne                                            | Espagne (4)                                        | Qualificatif Coupe du monde                        | Samoa                                              |                                                    |
| 2014 (en)           | Belgique                                           | Pays-Bas (1)                                       | 12 - 3                                             | Belgique                                           | 2 novembre à Bruxelles                             |
| 2015 (en)           | Suisse                                             | Belgique (1)                                       | 50 - 20                                            | Suisse                                             | 1er novembre à Unterägeri                          |
| 2016 (en)           | Espagne                                            | Espagne (5)                                        | 35 - 7                                             | Pays-Bas                                           | 15 octobre à Madrid                                |
| 2017                | Pas de tournoi en raison de la Coupe du monde 2017 | Pas de tournoi en raison de la Coupe du monde 2017 | Pas de tournoi en raison de la Coupe du monde 2017 | Pas de tournoi en raison de la Coupe du monde 2017 | Pas de tournoi en raison de la Coupe du monde 2017 |
| 2018 (en)           | Belgique                                           | Espagne (6)                                        | 40 - 7                                             | Pays-Bas                                           | 3 mars à Waterloo                                  |
| 2019 (en)           | Espagne                                            | Espagne (7)                                        | 54 - 0                                             | Pays-Bas                                           | 30 mars à Madrid                                   |

| 2020 (en) | Espagne (8)                                         | Russie                                              | Pays-Bas                                            |                                                     |                                                     |
| 2021      | Pas de tournoi en raison de la pandémie de Covid-19 | Pas de tournoi en raison de la pandémie de Covid-19 | Pas de tournoi en raison de la pandémie de Covid-19 | Pas de tournoi en raison de la pandémie de Covid-19 | Pas de tournoi en raison de la pandémie de Covid-19 |
| 2022 (en) | Espagne (9)                                         | Russie                                              | Pays-Bas                                            |                                                     |                                                     |
| 2023      | Espagne (10)                                        | Pays-Bas                                            | Suède                                               |                                                     |                                                     |
| 2024      | Espagne (11)                                        | Pays-Bas                                            | Portugal                                            |                                                     |                                                     |
| 2025      | Espagne (12)                                        | Pays-Bas                                            | Portugal                                            |                                                     |                                                     |

## Bilan par nation

### Tous les tournois depuis 1988
| Position | Équipe     | Titres | Finaliste |
| -------- | ---------- | ------ | --------- |
| 1        | Espagne    | 12     | 5         |
| 2        | France     | 5      | 4         |
| 3        | Angleterre | 5      | 1         |
| 4        | Italie     | 3      | 1         |
| 5        | Pays-Bas   | 1      | 6         |
| 6        | Écosse     | 1      | 2         |
| 7        | Suède      | 1      | 1         |
| 8        | Belgique   | 1      | 1         |
| 9        | Tchéquie   | 1      | 1         |

## Palmarès des autres tournois

### FIRA Women's European Championship
| Saison | Vainqueur             | Score       | Finaliste        |
| ------ | --------------------- | ----------- | ---------------- |
| 2000   | Flandre française     | Round-robin | Pays-Bas         |
| 2001   | Suède                 | Round-robin | Pays-Bas         |
| 2003   | Pays-Bas              | 19 - 12     | Allemagne        |
| 2004   | Pays-Bas              | Round-robin | Allemagne        |
| 2005   | Russie                | Round-robin | Norvège          |
| 2007   | France Universitaires | 13 - 7      | Belgique         |
| 2008   | Russie                | 31 - 14     | France militaire |
| 2012   | Suède                 | 10 - 3      | Pays-Bas         |

### Rugby Europe Women's Trophy
| Saison    | Vainqueur    | Score       | Finaliste |
| --------- | ------------ | ----------- | --------- |
| 2002      | Italie       | 35 - 24     | Suède     |
| 2006      | Italie       | 28 - 7      | Pays-Bas  |
| 2010      | Espagne      | 31 - 13     | Italie    |
| 2011      | Angleterre A | 5 - 3       | Espagne   |
| 2014      | Pays-Bas     | 12 - 3      | Belgique  |
| 2015      | Belgique     | 50 - 20     | Suisse    |
| 2019      | Tchéquie     | Round-robin | Suisse    |
| 2021-2022 | Suède        | Round-robin | Tchéquie  |
| 2022-2023 | -            | Round-robin | -         |